# Fraxinus americana
Fraxinus americana, el fresno blanco americano, fresno de la Carolina, fresno americano o fresno blanco, es una de las más conocidas especies del género Fraxinus, de hasta 35 m de altura. Es nativo del este de Norteamérica, encontrado en bosques mesófitos desde Quebec hasta el norte de Florida.

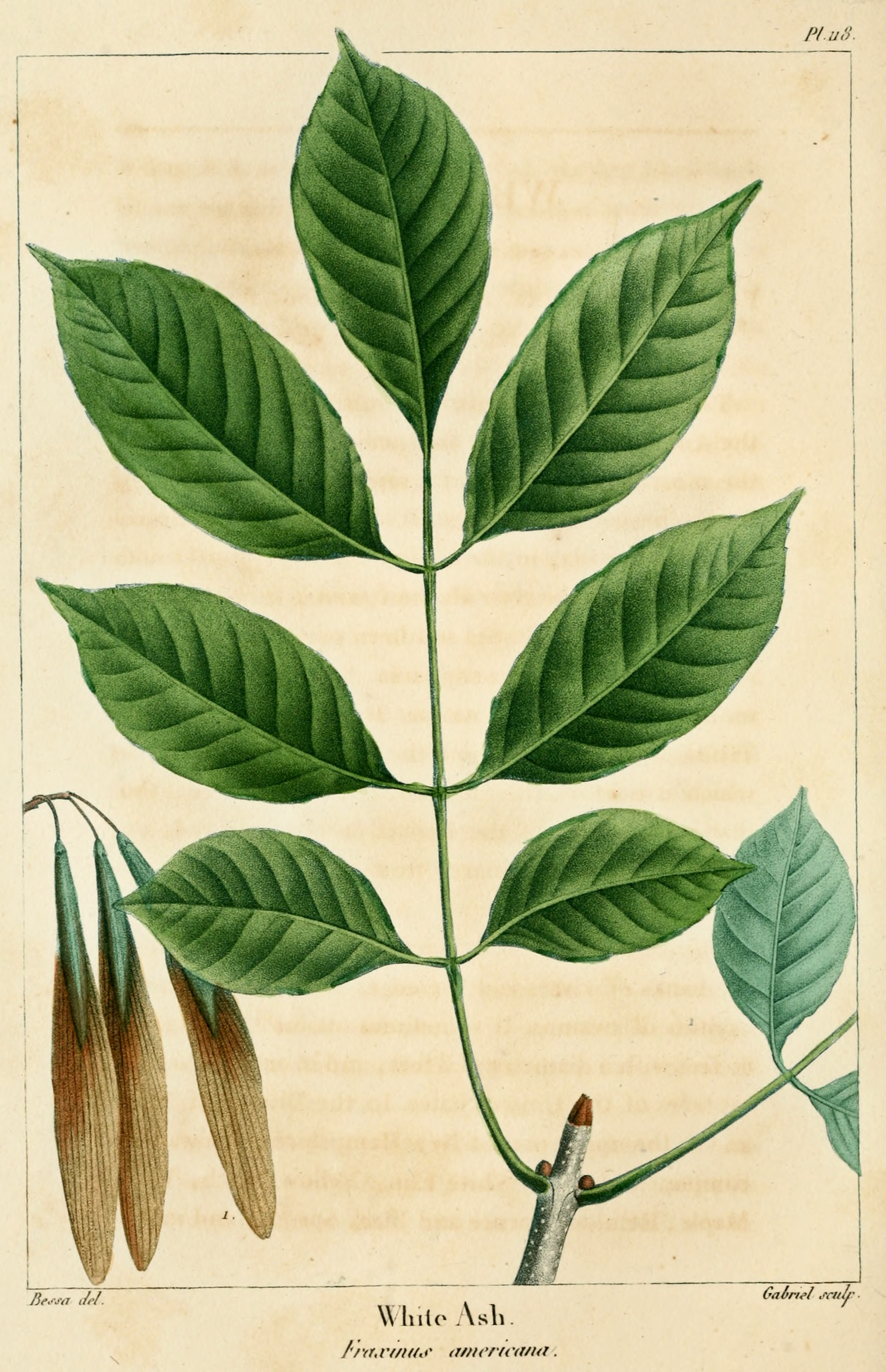
Ilustración

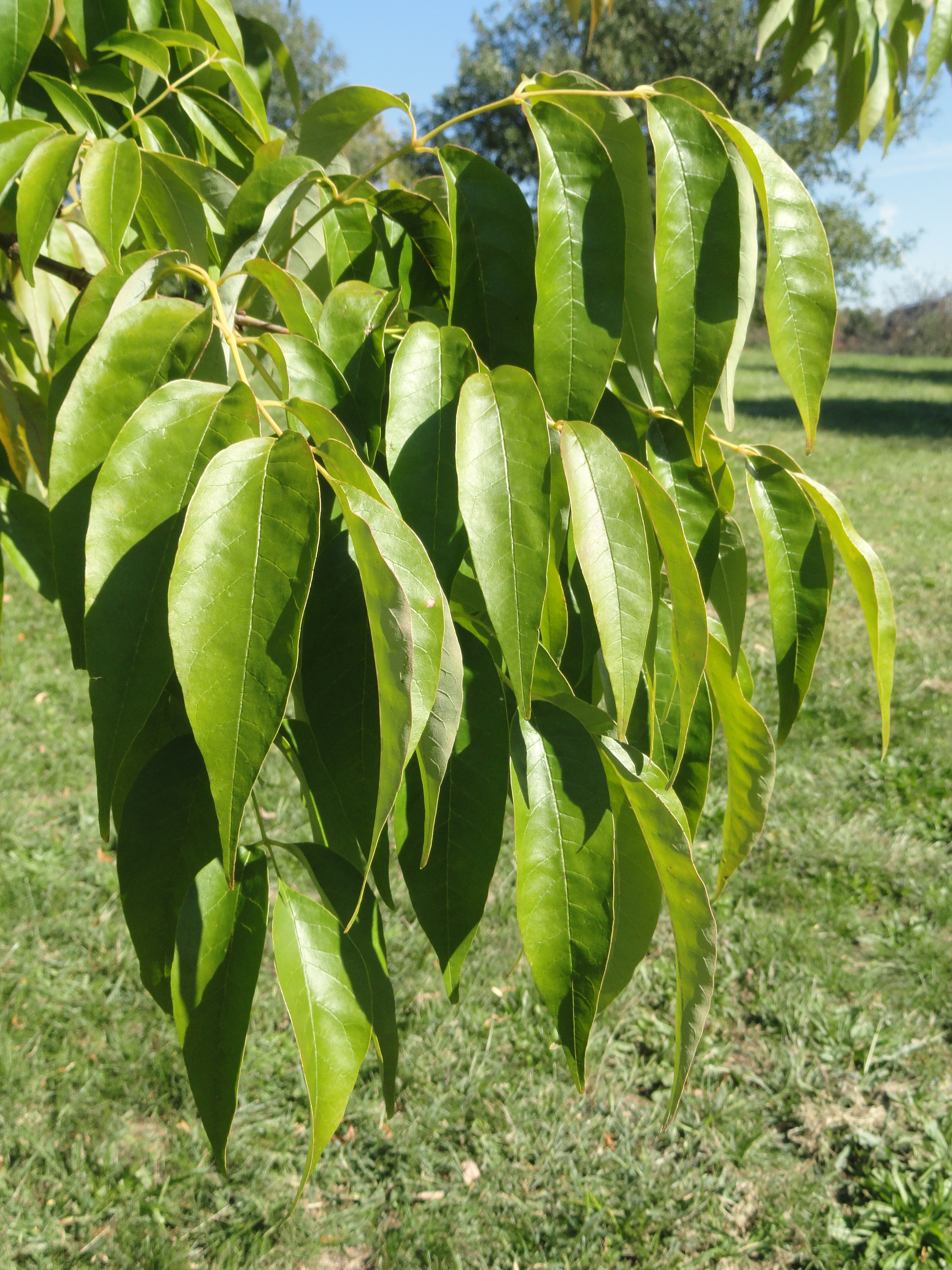
Hojas

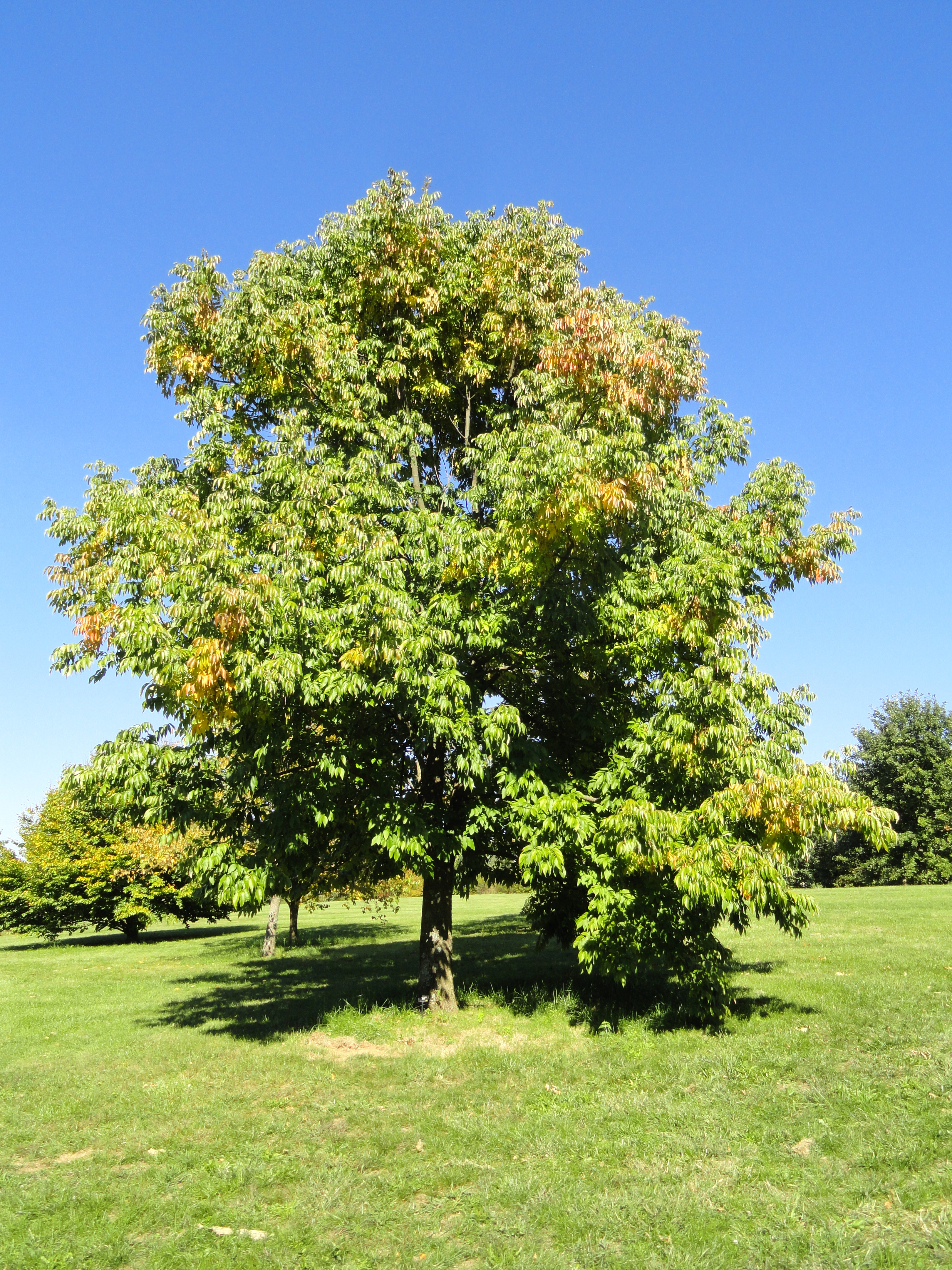
Vista del árbol

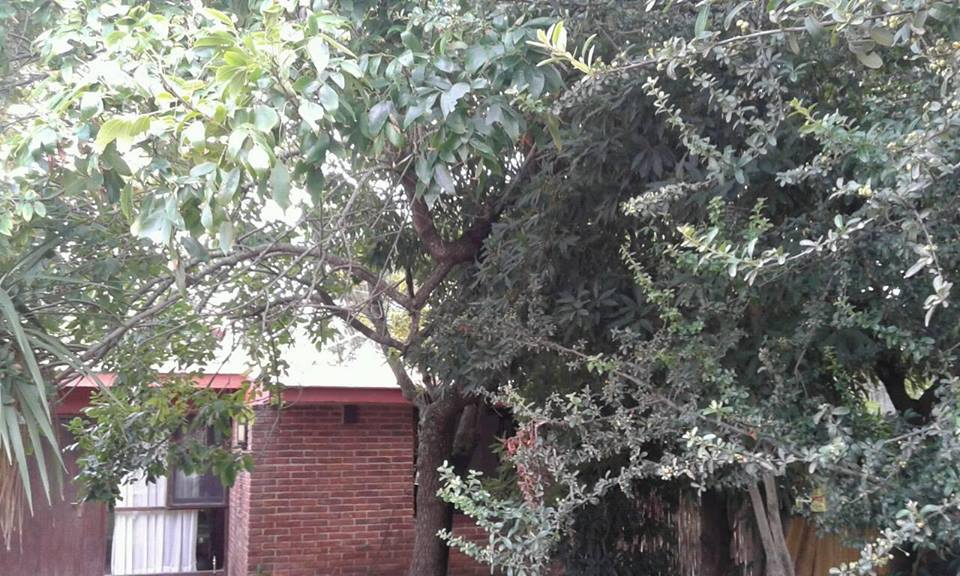
Fresno blanco americano en Sudamérica.

## Descripción
La madera es clara, fuerte, granosa. El nombre inglés de Ceniza Blanca aparentemente deriva del envés glauco de las hojas. Las hojas tienen de 2 a 3 cm de ancho, compuestas pinnadas con 7 (ocasionalmente 5 o 9) folíolos, de 6 a 13 cm de largo. Tornan amarillentas, rojas o púrpuras en el otoño. Los cultivares que tienen muy marcado el color otoñal son 'Autumn Applause' y 'Autumn Purple'.
Este árbol es caduco y dioico, con fustes separados hembra y macho. La floración ocurre en primavera después de 30 a 55 días grado de crecimiento. El fruto es una sámara de 3 a 5 cm de largo, la semilla de 1,5 a 2 cm con un ala pardo pálido de 1,5 a 3 cm de long., y puede ser arrastrado por el viento a buena distancia.
La vida de estos árboles es de alrededor de 100 años.  
Es buena madera para bates de béisbol y para herramientas de mano.
El fresno es muy similar en apariencia al Fraxinus pennsylvanica Marshall 1785, con identificación difícil. El envés de las hojas del fresno americano  es más iluminado que el haz. El Fraxinus pennsylvanica tiene las hojas exactamente iguales arriba y abajo. También, cada especie ocupa distintos nichos ecológicos: el fresno americano de zonas altas húmedas; el Fraxinus pennsylvanica en forestas húmedas e inundables, aunque suelen solapearse en la distribución.

## Propiedades
Las raíces son astringente, tónico, sudorífico, diurético, purgante y emenagogo.
Las semillas se han usado para la obesidad.

## Taxonomía
Fraxinus americana fue descrita por Carlos Linneo y publicado en Species Plantarum 2: 1057. 1753.
Etimología
Ver: Fraxinus
americana: epíteto geográfico que alude a su localización en América.
Variedades
- Fraxinus americana var. biltmoreana (Beadle) J.Wright ex Fern.
- Fraxinus americana var. crassifolia Sarg.
- Fraxinus americana var. curtissii (Vasey) Small
- Fraxinus americana var. juglandifolia (Lam.) Rehder
- Fraxinus americana var. microcarpa Gray

Sinonimia
- Ornus americana (L.) Bosc, Mém. Cl. Sci. Math. Inst. Natl. France 9: 216 (1808 publ. 1811).
- Calycomelia americana (L.) Kostel., Allg. Med.-Pharm. Fl. 3: 1004 (1834).
- Ornanthes americana (L.) Raf., New Fl. 2: 93 (1837).
- Fraxinus novae-angliae Mill., Gard. Dict. ed. 8: 5 (1768).
- Fraxinus alba Marshall, Arbust. Amer.: 51 (1785).
- Fraxinus carolinensis Wangenh., Beytr. Teut. Forstwiss.: 81 (1787).
- Fraxinus acuminata Lam., Encycl. 2: 547 (1788).
- Fraxinus canadensis Gaertn., Fruct. Sem. Pl. 1: 222 (1788).
- Fraxinus juglandifolia Lam., Encycl. 2: 548 (1788).
- Fraxinus nigra var. juglandifolia (Lam.) Castigl., Viagg. Stati Uniti 2: 244 (1790).
- Fraxinoides alba (Marshall) Medik., Beytr. Pfl.-Anat.: 399 (1800).
- Fraxinus epiptera Michx., Fl. Bor.-Amer. 2: 256 (1803).
- Fraxinus pubescens var. latifolia Vahl, Enum. Pl. 1: 52 (1804).
- Fraxinus caroliniana Willd., Sp. Pl. 4: 1103 (1806), nom. illeg.
- Fraxinus viridis Bosc, Mém. Cl. Sci. Math. Inst. Natl. France 9: 209 (1808 publ. 1811).
- Fraxinus villosa Dum.Cours., Bot. Cult., ed. 2, 2: 582 (1811).
- Fraxinus discolor Muhl., Cat. Pl. Amer. Sept.: 111 (1813).
- Fraxinus macrophylla Hoffmanns., Verz. Pfl.-Kult., Nachtr. 2: 120 (1828).
- Calycomelia acuminata (Lam.) Kostel., Allg. Med.-Pharm. Fl. 3: 1004 (1834).
- Calycomelia juglandifolia (Lam.) Kostel., Allg. Med.-Pharm. Fl. 3: 1004 (1834).
- Leptalix acuminata (Lam.) Raf., New Fl. 2: 93 (1837).
- Leptalix juglandifolia (Lam.) Raf., New Fl. 2: 93 (1837).
- Fraxinus glauca Raf., Alsogr. Amer.: 33 (1838).
- Fraxinus grandifolia Raf., Alsogr. Amer.: 38 (1838).
- Leptalix alba (Marshall) Raf., Alsogr. Amer.: 32 (1838).
- Leptalix epiptera (Michx.) Raf., Alsogr. Amer.: 33 (1838).
- Leptalix glauca Raf., Alsogr. Amer.: 33 (1838).
- Leptalix grandifolia Raf., Alsogr. Amer.: 38 (1838).
- Leptalix viridis (Bosc) Raf., Alsogr. Amer.: 32 (1838).
- Calycomelia alba (Marshall) Kostel., Ind. Hort. Bot. Prag.: 26 (1844).
- Calycomelia epiptera (Michx.) Kostel., Ind. Hort. Bot. Prag.: 26 (1844).
- Calycomelia viridis (Bosc) Kostel., Ind. Hort. Bot. Prag.: 26 (1844).
- Fraxinus albicans Buckley, Proc. Acad. Nat. Sci. Philadelphia 14: 4 (1863).
- Fraxinus curtissii Vasey, Cat. For. Trees U.S.: 20 (1876).
- Fraxinus pistaciifolia E.Hall ex A.Gray., Syn. Fl. N. Amer. 2(1): 75 (1878), nom. illeg.
- Fraxinus biltmoreana Beadle, Bot. Gaz. 25: 358 (1898).
- Calycomelia biltmoreana (Beadle) Nieuwl., Amer. Midl. Naturalist 3: 186 (1914).
- Calycomelia pistaciifolia Nieuwl., Amer. Midl. Naturalist 3: 187 (1914).
- Fraxinus pennsylvanica subsp. novae-angliae (Mill.) Buttler, Bot. Naturschutz Hessen 18: 19 (2005).[6]